# Pont du Gard
A Pont du Gard római kori vízvezeték Franciaország déli részén, Remoulins mellett, Gard megyében. Magyar fordításban a név a Gard folyó hídját jelenti. A Gard folyó (amely a megyének is nevet adott) mai neve Gardon.

## Leírás
A háromszintű "híd" összesen 49 méter magas. 
- Alsó szint: 6 ív, 142 méter hosszú, 6 méter széles, 22 méter magas
- Középső szint: 11 ív, 242 méter hosszú, 4 méter széles, 20 méter magas
- Felső szint: 35 ív, 275 méter hosszú, 3 méter széles, 7 méter magas

A legalsó szinten út vezet át. A legfelső szint tetején van a vízvezeték, amely 1,8 méter magas, 1,2 méter széles, 0,4% lejtésű.

## Történet

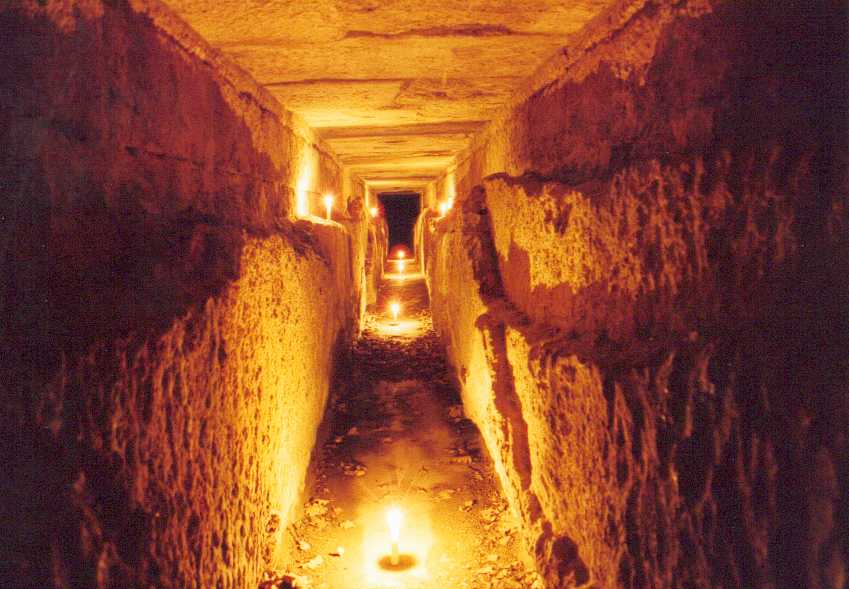
A vízvezeték belseje

A Pont du Gard feltehetően 19 körül épült; az építést Augustus vejének, Marcus Vipsanius Agrippának tulajdonítják. Az építmény rendeltetése, hogy a Gard folyó völgyén keresztül szállítsa a vizet, és része egy 50 km-es vezetéknek, amely az Uzès melletti forrásokból Nemausus római városba (Nîmes) vezetett. A teljes vízvezeték lejtése 34 cm/km (1:3000), a teljes szintkülönbség 17 méter, átbocsátó képessége 20 000 köbméter naponta.
Az építéshez egyáltalán nem használtak meszet. A vízvezeték köveit vaskampók fogják össze; a kövek között vannak 6 tonnásak is. Az építőanyagokat csigás emelőkkel vitték fel. Úgy tartják, hogy az építkezés három évig tartott, és 800-1000 ember dolgozott rajta. 
A 4. századtól kezdve a karbantartást elhanyagolták, és a vezeték kétharmada eltömítődött. A 9. században már használhatatlan volt, és a környékbeliek saját céljaikra kezdték használni a köveket. Ennek ellenére a Pont du Gard nagyobb része érintetlen maradt.
A középkortól a 18. századig a vízvezetéket közönséges hídként használták. A középső szint pilléreinek szélességét csökkentették, hogy a gyalogosforgalomnak helye legyen, de ez veszélyeztette a szerkezet stabilitását. 1702-ben helyreállították a pillérek eredeti szélességét, hogy megmentsék a vezetéket. 1743-ban egy új híd épült az alsó szint ívei mellett, így a forgalom erre az új hídra terelődött. A vízvezetéket, amely ekkorra már kiemelt látványosságnak számított, a 18. században helyreállították, majd III. Napóleon idején ismét kijavították. 
1998-ban hatalmas árvíz pusztította a vidéket. A hídhoz vezető út és szomszédos létesítmények súlyosan károsodtak, de a hídnak nem nagyon lett baja. 
A francia kormány és a helyi önkormányzatok az UNESCO és az EU támogatásával nagyméretű projektet indítottak, amely 2000-ben fejeződött be. A vízvezeték körüli területet átállították gyalogos forgalomra, és turisztikai létesítményeket építettek, többek között egy múzeumot is. A projektet kritizálták az összege miatt (32 millió euró) és a környezet természetes szépségének károsítása miatt. A projekt mellékhatásaként mára már nem lehetséges a vízvezetéken átsétálni. Mindenesetre a környék sokkal csendesebb lett a közúti forgalom elterelése óta, és az új múzeum sok információt nyújt a történelmi környezetről. 
Ma a Pont du Gard egyike az öt leglátogatottabb francia látványosságnak; 2001-ben 1,4 millióan tekintették meg.

## Fordítás
- Ez a szócikk részben vagy egészben a Pont du Gard című angol Wikipédia-szócikk ezen változatának fordításán alapul.  Az eredeti cikk szerkesztőit annak laptörténete sorolja fel. Ez a jelzés csupán a megfogalmazás eredetét és a szerzői jogokat jelzi, nem szolgál a cikkben szereplő információk forrásmegjelöléseként.

## Külső hivatkozások
- A Pont du Gard honlapja
- Structurae: Pont du Gard
- Pont du Gard helye (Michelin)